# Гаррі Танамор
Гаррі Таньямор (англ. Harry Tañamor; 20 серпня 1977, Замбоанга) — філіппінський боксер першої найлегшої ваги, призер чемпіонатів світу, Азійських ігор та інших міжнародних змагань.

## Спортивна кар'єра
2001 року Гаррі Таньямор вперше взяв участь у чемпіонаті світу, на якому, здобувши дві перемоги і програвши у півфіналі Мар'яну Веліцу (Румунія), завоював бронзову медаль.
2002 року на Азійських іграх завоював срібну медаль, подолавши чотирьох суперників, у тому числі Цзоу Шимін (Китай) та Субан Паннона (Таїланд), і програвши у фіналі господарю змагань Кім Кі Сук (Південна Корея).
2003 року Гаррі Таньямор став чемпіоном Ігор Південно-Східної Азії, а на чемпіонаті світу повторив бронзовий успіх, програвши у півфіналі Цзоу Шимін (Китай).
Гаррі Таньямор кваліфікувався на Олімпійські ігри 2004, але на Олімпіаді програв в другому бою Хонг Мо Вон (Південна Корея) — 25-45.
2005 року став чемпіоном Азії та Ігор Південно-Східної Азії.
На чемпіонаті світу 2007 Таньямор переміг чотирьох суперників, у тому числі в півфіналі Амната Руенроенга (Таїланд), а у фіналі програв Цзоу Шимін (Китай), отримав срібну медаль і кваліфікувався на Олімпійські ігри 2008.
На Олімпіаді 2008 Таньямор несподівано програв вже в першому бою Маньйо Пландж (Гана) — 3-6.
Того ж 2008 року на Кубку світу з боксу завоював золоту медаль, вигравши в фіналі у Ямп'єра Ернандес (Куба) — 15-7.
2009 року Таньямор завоював срібну медаль на Іграх Південно-Східної Азії, а на чемпіонаті світу програв в першому бою Оганесу Даніелян (Вірменія) і завершив виступи.